# Arányos képviselet
Az arányos képviselet (angolul: proportional representation, rövidítve: PR) olyan választási rendszerrel választott képviseletet jelent, amelyben a választók megosztottsága arányosan tükröződik a választott testületben. A fogalmat általában főként a választók földrajzi (azaz egyes régiók lakosságarányos képviseletére) vagy politikai megosztottságára (pártok támogatottsának arányos leképezésére) használják. A földrajzi és politikai arányos képviseletet sokféleképpen alkalmazzák egyszerre, azonban az arányos választási rendszerek alatt olyan szavazási módszereket értenek, amiben a politikai arányos képviseletre a leadott szavazatok alapján érvényesül.
Az ilyen rendszerek lényege, hogy lehetőleg minden szavazat egyenlően járuljon az eredményhez — nem csak többség. Az arányos képviselet legelterjedtebb formái mind megkövetelik a többmandátumos választókerületek alkalmazását, mivel csak egy képviselői helyet arányosan betölteni nem lehet. A legmagasabb arányossági szintet elérő PR-rendszerek általában olyan körzeteket foglalnak magukban, amelyek nagy számú mandátummal rendelkeznek, így lefednek egy egész tartományt vagy országot. Ezzel szemben számos modern rendszer alkalmaz földrajzilag arányos regionális képviseletet, viszont többségi választási rendszert, az ilyen választási rendszereket a többségi képviselet alá szokták sorolni.
Az arányos rendszerek választási rendszerek legelterjedtebb családjai a pártlistás arányos rendszerek (list-PR), az egyéni átruházható szavazat (STV) és a vegyes arányos választási rendszer (MMP).
- A pártlistás arányos rendszerben (party-list proportional) a politikai pártok jelöltlistákat határoznak meg, a választók pedig egy listára szavaznak. Az egyes listákra leadott szavazatok határozza meg, hogy az azokról ténylegesen hány jelöltet választanak meg. Ha a választók n %-a támogat egy adott politikai pártot vagy jelöltcsoportot kedvencének, akkor a mandátumok nagyjából n %-a. az adott pártnak vagy jelölteknek.[4] A listák lehetnek „zártak ” vagy „nyíltak”. A zárt listákat a választások előtt határozzák meg, általában a pártvezetők vagy párttagok, de időnként akár szélesebb közösség részt vehet előválasztások révén. A nyílt listák lehetővé teszik a választók számára, hogy a választások során jelezzék az listákon szerelő jelöltek között preferenciájukat is.
- Az egyéni átruházható szavazat (single transferable vote) – egyetlen/egyszeri átvihető szavazat néven is ismert választók egyéni jelölteket rangsorolhatnak, ahelyett, hogy csak egyetlen „kedvenc” jelöltre szavaznának. A számlálás során, amikor a jelölteket megválasztják vagy kiiktatják, az egyébként elveszett (beleértve a többletszavazat) preferencia szerinti sorrendben átadják a választó által alternatívaként megjelölt más jelölteknek. Az STV lehetővé teszi a szavazók számára, hogy több párton keresztül szavazzanak, hogy a párt jelöltjei közül a legelőnyösebbet válasszák, és független jelöltekre szavazzanak, tudva, hogy ha a jelöltet nem választják meg, szavazatuk valószínűleg nem veszik kárba.
- A vegyes arányos rendszer (mixed-member proportional), olyan kétszintű vegyes választási rendszer, amelyben helyi szinten (általában egyéni választókerületekben) általában aránytalan, többségi rendszerrel választják a képviselők egy részét és az arányosságot regionális vagy országos pártlistás kompenzációs mandátumokkal biztosítják. A választóknak általában két szavazatuk van, egy az egyéni jelöltre és egy a pártlistára. A helyi választásokon alulreprezentált pártokat a listás ágok választott mandátumok kompenzálják úgy, hogy az egyes pártok összeredménye a pártlistás szavazatok eredményével végül arányos legyen.[2][5]

A különböző lakosságszámú többmandátumos körzetek arányosság biztosításához is hasonló formulákat használnak, mint amivel a pártlistás mandátumokat szokták megállapítani.
Az Európai Parlament esetében például minden tagállamnak a lakosságával (nagyjából) arányos mandátuma van, ami lehetővé teszi a földrajzilag is arányos képviseletet és minden tagállamban ezeket a mandátumokat arányos rendszerben osztják el, majdnem mindenhol pártlistás arányos rendszerben. Az STV-t csak kettő tagállamban használják: Írországban az 1922-es függetlenség óta  és Máltán 1921 óta.
Magyarországon arányos képviseleti rendszerben választják a megyei közgyűlések tagjait (D'Hondt módszer), azonban az Országgyűlést, a Fővárosi Közgyűlést és a települési önkormányzatok képviselői-testületeit nem: ezeket különböző vegyes választási rendszerekben választják, amiknek azonban van arányos eleme is, így osztják ugyanis ki kompenzációs listákról (lásd: félarányos képviselet) szerezhető mandátumokat (kivéve a 10 000 fő alatt települések képviselő-testületeinél, azokat többségi rendszerben – blokkszavazással – választják).

## Előnyök és hátrányok

### Méltányosság

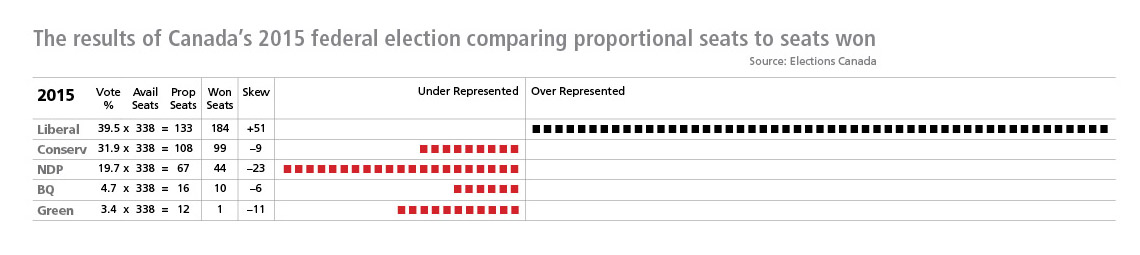

Az arányos képviselet (PR) igyekszik feloldani a (relatív vagy abszolút) többségi rendszerek igazságtalanságát, ahol a legnagyobb pártok "tisztességtelen" "mandátumbónuszt" kapnak, a kisebb pártok pedig hátrányos helyzetbe kerülnek, és szinte mindig alulreprezentáltak, és esetenként egyáltalán nem nyernek képviseletet (Duverger törvénye ). Az Egyesült Királyságbeli választásokon egy bejáratott párt akár csak a szavazatok 35%-ával is megszerezheti a többségi irányítást az alsóházban (2005-ös parlamenti választás az Egyesült Királyságban). Egyes kanadai választásokon parlamenti többséggel bíró kormányokat alakítottak a leadott szavazatok 40%-a alatti támogatással. Ha a részvétel aránya 60% alatti, ez lehetővé teszi egy párt számára, hogy többségi kormányt alakítson úgy, hogy a választók mindössze egynegyedét meggyőzi a szavazásról. A 2005-ös brit választásokon például a Tony Blair vezette Munkáspárt kényelmes parlamenti többséget szerzett a teljes választópolgárok mindössze 21,6%-ának szavazatával. Az ilyen eredményeket nyújtó rendszert úgy bírálták, hogy „már nem a „méltányosság”, hanem a polgárok elemi jogainak kérdése”. Igaz, bizonyos "arányos" rendszerek magas választási küszöböt vagy más, az arányosságot csökkentő jellemzőket azonban nem feltétlenül sokkal igazságosabbak: a 2002-es törökországi választáson nyílt listás rendszerben, 10%-os küszöb mellett a szavazatok 46%-a veszett kárba.
A többségi rendszerek olyan regionális pártok számára is előnyösek, amelyek sok mandátumot szereznek abban a régióban, ahol erős követőik vannak, de országosan csekély támogatottságuk van. Ezzel szemben olyan pártok, amelyek nemzeti támogatottsága nem koncentrálódik meghatározott körzetekre, mint például a Zöldek, kevés képviseletet kapnak, vagy egyáltalán nem szereznek mandátumot. Példa erre a kanadai Bloc Québécois, amely 52 mandátumot szerzett az 1993-as szövetségi választásokon, mind Québecben, a nemzeti szavazatok 13,5%-ával, míg a Progresszív Konzervatívok két mandátumra zuhantak össze 16%-os országos arány mellett. Hasonlóképpen, a 2015-ös brit parlamenti választáson a Skót Nemzeti Párt 56 mandátumot szerzett Skóciában, a nemzeti szavazatok 4,7%-os részesedésével, míg az Egyesült Királyság Függetlenségi Pártja 12,6%-kal csak egyetlen mandátumot szerzett.

### Kisebb pártok képviselethez jutása
A többmandátumos választókerületek alkalmazása lehetővé teszi a jelöltek megválasztásának szélesebb körét. Minél több képviselő van kerületenként, és minél alacsonyabb az effektív bejutási küszöb, annál több kisebb párt juthat képviselethez. Van olyan érvelés, miszerint a feltörekvő demokráciákban a kisebbségek törvényhozásba való bevonása elengedhetetlen lehet a társadalmi stabilitás és a demokratikus folyamat megszilárdítása szempontjából.
Az arányos rendszerek kritikusai viszont azt állítják, hogy ez a szélsőséges pártok bejutását hozhatjaa parlamentben, amelyet néha a weimari kormány összeomlásának okaként említenek. Nagyon alacsony küszöbök mellett akár nagyon kicsi pártok (vagy akár egy-két képviselő) „királycsinálóként” léphetnek fel, a koalíciós megbeszélések során "váltságdíjat" kérve a nagyobb pártoktól. Izrael példáját gyakran idézik, de ezek a problémák korlátozhatók, mint a modern német Bundestagban, ha magasabb küszöbértékeket vezetnek be a pártok parlamenti képviseletének megszerzéséhez (ez viszont növeli az elveszett szavazatok számát).
Egy másik kritika az, hogy a többségi rendszerek domináns pártjai, amelyeket gyakran vagy "nagy sátraknak"/"ernyőknek"  is neveznek (és választási szövetségi és koalíciós jelleget is viselnke) az arányos képviselet alatt széttöredezhetnek, amint lehetővé válik jelöltek megválasztása kisebb csoportokból. Példa erre ismét Izrael, Brazília és Olaszország. Egyes kutatások azonban azt mutatják, hogy általában csak kismértékben nő a pártok száma a parlamentben (bár a kis pártok nagyobb képviselettel rendelkeznek) az arányos rendszerek alatt.
Egyes nyílt listás rendszerek, valamint az STV, amely a legjelentősebb olyan arányos endszer, amelyhez nincs szükség politikai pártokra  lehetővé teszik független jelöltek megválasztását is. Írországban átlagosan körülbelül hat független jelöltet választottak meg ciklusonként. Ez olyan helyzethez vezethet, hogy a parlamenti többség kialakításához e független képviselők közül is szüksége lehet a pártoknak támogatásra. Egyes esetekben ezek a függetlenek olyan pozíciókkal is rendelkeznek, amelyek szorosan illeszkednek a kormánypárthoz, és ez aligha számít. A 2016-os választások után megalakult ír kormányban még a kisebbségi kormány kabinetjében is szerepeltek független képviselők. Más esetekben a választási platform teljes mértékben helyi jellegű, és ennek megoldását tűzik ki a támogatás árának.

### Koalíciók
A kisebb pártok megválasztása felveti az egyik fő kifogást az arányos rendszerekkel szemben, miszerint ezek szinte mindig koalíciós kormányt eredményeznek.
Az arányos rendszerek támogatói előnynek tekintik a koalíciókat, amelyek kompromisszumot kényszerítenek a pártok között, hogy a politikai spektrum középpontjában koalíciót alkossanak, és így folytonossághoz és stabilitáshoz vezetnek. Az ellenzők azt állítják, hogy sok ügyben nem lehet kompromisszumot kötni. Sok irányelvet nem lehet könnyen elhelyezni a bal-jobb spektrumban (például a környezet). Így háttéralkuk során kerül kialakításra a koalíciós kormány programja, aminek az a következménye, hogy a szavazók nem tudhatják, pontoan milyen programra szavaznak. Másrészt, a koalíciók nem feltétlenül a spektrum közepén jönnek létre, és a kis pártok túlzott befolyást gyakorolhatnak, és csak akkor biztosítanak többséget a koalíciónak, ha kevés szavazó által kedvelt politikát vagy politikákat fogadnak el. A PR rendszerek korlátozzák a választók azon képességét, hogy egy nem kedvező pártot szavazzanak ki a hatalomból.
Mindezeket a hátrányokat – állítják a PR-ellenzők – a kétpárti többségi rendszerek elkerülik. A koalíciók ritkák; a két domináns párt szükségszerűen verseng a középpontban a szavazatokért, így a kormányok megbízhatóbban mérsékeltebbek; a kormány megfelelő ellenőrzéséhez szükséges erős ellenállás biztosított; és a kormányok továbbra is érzékenyek a közhangulatra, mert rendszeresen ki lehet szavazni a hatalomból, és ki is szavazzák őket. Ez azonban nem feltétlenül így van; a kétpártrendszer a „szélsőségek felé sodródását”, a középpont kiüresedését, vagy legalábbis azt, hogy az egyik párt szélsőségbe sodródhat. A PR ellenzői azt is állítják, hogy a PR alatt létrejött koalíciós kormányok kevésbé stabilak, és gyakoribbak a választások. Olaszország egy gyakran emlegetett példa, ahol sok kormányzat több különböző koalíciós partnerből áll. Olaszország azonban szokatlan abban, hogy mindkét parlamenti kamara megbuktathatja a kormányt, míg más arányos parlamenteknél vagy csak egy ház van, vagy a két ház közül az egyik a kormányt támogató központi szerv. Az többségi rendszer és az arányos képviselet olaszországi keveréke 1993 óta szintén bonyolult felépítést tesz lehetővé, így Olaszország nem megfelelő jelölt az arányos rendszer stabilitásának mérésére.

### Választási részvétel
A többségi rendszerek általában egypárti többségű kormányzást eredményeznek, mivel általában kevesebb pártot választanak meg nagy számban egyszerű többségi rendszer alatt, mint az arányos képviselet alatt, és az egyszerű többségi szavazás a politikát kétpárti megmérettetésre sűríti. Mi több, egyszerű többségi rendszer alatt viszonylag kevés szavazaton szokott múlni, hogy végül melyik oldal nyeri a választást, ezek pedig a legszorosabb versenyben levő körzetben leadott szavazatok (ezeket a választókerületeket nevezik "billegő körzeteknek"). A kevésbé egyenletesen megosztott körzetekben a mandátumot jelenleg betöltő jelöltek általában nem kell, hogy tartsanak a politikai hangulat enyhe ingadozásaitól, az ő mandátumaik általában "biztosak". Az Egyesült Királyságban például a választókerületek fele mindig ugyanazt a pártot választotta 1945 óta; a 2012-es amerikai képviselőházi választásokon 45 körzetben (az összes körzet 10%-ában) nem indult a két domináns párt egyike. Azok a választópolgárok, akik tudják, hogy preferált jelöltjük úgysem fog nyerni, csekély ösztönzést kapnak a szavazásra, és ha a szavazatuknak nincs is hatása, az „elpazarolt”, pedig a országszerte összessített szavazásba (arányos rendszerben) beszámítanák őket.
Arányos rendszer alatt nincsenek billegő körzetek, minden szavazat hozzájárul a jelöltek megválasztásához, így a pártoknak minden körzetben kampányolniuk kell, nem csak azokban, ahol a legerősebb a támogatottságuk, vagy ahol a legtöbb előnyt látják. Ez a tény pedig arra ösztönzi a pártokat, hogy jobban reagáljanak a választókra, „reprezentatívabb” listákat produkálva több nő és kisebbségi jelölt állítása révén. Átlagosan körülbelül 8%-kal több nőt választanak meg.
Mivel a legtöbb szavazatnak van befolyása a mandátumelosztásnál, kevesebb az "elpazarolt szavazat", így a választók, akik tudatában vannak annak, hogy szavazatuk változást hozhat, nagyobb valószínűséggel tesznek erőfeszítéseket a szavazásra, és kevésbé valószínű, hogy taktikailag szavaznak. A többségi választási rendszerrel rendelkező országokhoz képest javul a választási részvétel, és a lakosság jobban részt vesz a politikai folyamatokban. Egyes szakértők azonban azzal érvelnek, hogy a többségi rendszerről a arányosra való áttérés csak azokon a földrajzi területeken növeli a szavazók részvételét, amelyek a többségi rendszerben biztos mandátumokhoz kapcsolódtak; a részvételi arány csökkenhet is azokon a területeken, amelyek korábban billegő körzetek voltak.

### Választókerületek manipulációja (gerrymandering)
A megközelítőleg egyenlő képviselet biztosítása érdekében a többségi rendszerek az egyéni választókerületek határainak meghúzásától függenek, ez a folyamat ki van téve a politikai célú manipulációnak (gerrymandering). A problémát súlyosbítja, hogy időnként újra meg kell húzni a határokat, hogy alkalmazkodjanak a népességváltozásokhoz. Még az apolitikusan meghúzott határok is akaratlanul is kiválthatják a gerrymandering hatását, ami a természetes eloszlást tükrözi.
Az arányos rendszerek a többmandátumos körzeteikkel kevésbé hajlamosak erre – kutatások szerint az ötszékes vagy annál nagyobb kerületek immunisak az efféle manipulációra.
A többmandátumos körzetek méretének egyenlősége nem fontos tényező (a mandátumok száma is ennek megfelelően változhat), így a körzeteket különböző méretű történelmi területekhez lehet igazítani, például városokhoz, megyékhez, államokhoz vagy tartományokhoz. A későbbi népességváltozásokat a mandátumok számának egyszerű módosításával lehet kezelni. Például Mollison professzor az Egyesült Királyság STV-re vonatkozó 2010-es tervében az országot 143 körzetre osztotta fel, majd minden egyes körzetnek különböző számú képviselői helyet osztott ki (a jelenlegi összesített 650-nek megfelelően), attól függően, hogy az egyes körzetekben hány szavazó van, bár nagy ingadozással (ötfős körzetei közé tartozik az egyik 327 000, a másik pedig 382 000 szavazóval). Körzeti határai követik a történelmi megye- és önkormányzati határokat, mégis egységesebb képviseletet ért el, mint a Boundary Commission, amely az Egyesült Királyság egyéni választókerületeinek méreteinek kiegyensúlyozásáért felelős testület.
A vegyes rendszerek ki vannak téve a gerrymanderingnek a helyi üléseknél, amelyek továbbra is az ilyen rendszerek részét képezik. Az olyan vegyes rendszerek, amik arányos elemet is használnak, maguk azonban nem arányosak (lásd: félarányos rendszer), mint az árokrendszer esetén nincs kompenzáció a gerrymandering következményeiért. Az vegyes arányos rendszerekben (MMP) a kompenzációs listás helyek használata csökkenti teszi a gerrymandering problémát. Ennek eredményessége azonban e tekintetben a kompenzációs rendszer sajátosságaitól függ (vannak eleve nem arányosságra törekedő kompenzáció rendszerek), így a regionális körzetek méretétől, a listás mandátumok relatív arányától az összesítésben, valamint az esetleges összejátszási lehetőségektől. A kompenzációs mechanizmusok aláaknázhatóságának ékes példája a 2014-es magyar országgyűlési választás, ahol a vezető párt, a Fidesz egyesítette a gerrymanderinget és a csalilistákat, ami 45 százalékos szavazattal kétharmados parlamenti többséget eredményezett. Ez azt szemlélteti, hogy a vegyes rendszerek bizonyos megvalósításai (ha nem kompenzálóak vagy nem kellően kompenzálóak) hogyan hozhatnak mérsékelten arányos eredményeket, hasonlóan az árokrendszerhez.

### Kapcsolat az képviselt és a képviselő között
Általánosan elfogadott, hogy az egyszerű többségi választási rendszereinek vagy az abszolút többségi választási rendszereknek, mint például az alternatív szavazás, a földrajzi kapcsolat jelentős a képviselők és választóik között. Az arányos képviselet említésre méltó hátránya, hogy a többmandátumos körzetek bővülésével ez a kapcsolat gyengül. A körzetek nélküli pártlistás rendszerekben, például Hollandiában és Izraelben, a képviselők és választóik közötti földrajzi kapcsolat gyengének tekinthető, de bizonyos pártok számára azonban jelentős szerepet játszik. Mégis a viszonylag kisméretű többmandátumos körzeteknél, különösen az STV rendszernél vannak ellenérvek is: a választók körülbelül 90%-a konzultálhat azzal a képviselővel, akire szavazott, akit esetleg szimpatikusabbnak tart a problémájában. Ilyen esetekben néha azzal érvelnek, hogy a választópolgárok és a képviselők valójában szorosabb kapcsolatban állnak egymással arányos rendszer alatt; sőt, a a több képviselőjük közül szakértelmük alapján is választhatnak, nem csak földrajzi alapon. A többmandátumos körzetekkel a prominens jelölteknek több lehetőségük mandátumot szerezni saját választókerületükben, amit ismernek és hitelesen tudnak képviselni. Kevésbé valószínű, hogy erős ösztönzés lenne arra, hogy "ejtőernyővel ejtsék őket" olyan választókerületekbe, ahol idegenek, és így kevésbé ideális képviselők legyen (amit többségi rendszerekben pártok biztosan nyerhető körzetekben megtehetnek). A vegyes arányos rendszerek egyéni körzeteket is foglalnak magukban, hogy megőrizzék a kapcsolatot a választópolgárok és a képviselők között. Mivel azonban a mandátumok akár fele listás is lehet, a körzetek szükségszerűen akár kétszer akkorák, mint egy tisztán többségi rendszerben, ahol minden képviselő egymandátumos körzeteket képvisel.
Érdekes eset történt Hollandiában, amikor az 1994-es választásokon a hirtelen egy idősek pártja, a General Elderly Alliance hat mandátumot szerzett. A többi párt előtte nem figyelt rá, de ez a sikert tudatosította őket. A következő választással az Idősek Pártja megszűnt, mert a bevett pártok elkezdtek hallgatni az idősekre. Mára az idősebbeknek szóló párt, az 50PLUS szilárdan megállja a helyét Hollandiában. Ez példának tekinthető arra, hogy a földrajz önmagában nem lehet elég jó ok arra, hogy csak erre építsék a szavazási rendszer, és hanyagolják a szavazó népesség minden más dimenzióját. Bizonyos értelemben a körzetekben történő szavazás egy adott földrajzi területre korlátozza a választókat. Az arányos szavazás az összes szavazás pontos eredményt követi.

## Az arányos rendszerek tulajdonságai

### Választókerületek nagyságrendje
Az akadémikusok egyetértenek abban, hogy az arányosságot leginkább a választókerület nagysága, a körzetből megválasztott képviselők száma befolyásolja. Az arányosság a nagyságrend növekedésével javul. Egyes tudósok nagyjából négy-nyolc képviselői körből álló szavazóköreket javasolnak, amelyek az arányos rendszerekhez képest általában kicsinek számítanak.
Az egyik véglet, a Chilében 1989 és 2013 között alkalmazott binomiális választási rendszer egy névlegesen arányos nyílt listás rendszer, kétmandátumos körzeteket tartalmaz. Mivel ez a rendszer várhatóan a legtöbb kerületben a két legnagyon politikai blokk egy-egy jelöltjének megválasztását eredményezi, általában nem tekintik arányosnak.
A másik véglet, ahol a körzet az egész országot átfogja (és alacsony választási küszöb mellett a politikai pártok igen arányos képviselete lehetségek), a pártok több kisebbségi és női jelölt jelölésével (listára állításával) vonzerejüket szélesítik.
Az STV 1921-es írországi bevezetése után a körzetek nagysága lassan csökkent, ahogy egyre több hárommandátumos választókerületet határoztak meg, ami a domináns Fianna Fáil javára vált, egészen 1979-ig, amikor a tendenciát megfordítva független határbizottság jött létre. 2010-ben a parlament alkotmányügyi bizottsága minimum négyes nagyságrendet javasolt. Mindazonáltal a viszonylag alacsony nagyságrend ellenére Írország általában véve nagyon arányos eredményeket ért el. :73
A FairVote STV-tervében az Egyesült Államok Képviselőháza számára három-öt tagú szuperkörzeteket javasolnak.
Mollison professzornak az Egyesült Királyságban alkalmazandó STV tervében többnyire négy- és öttagú körzeteket használnak, három és hat székhelyű körzetet használnak, ha szükséges, hogy illeszkedjenek a meglévő határokhoz, és még két- és egytagú körzeteket is alkalmaznak, ahol a földrajzi helyzet úgy kívánja.

### Választási küszöb
A választási küszöb a mandátum elnyeréséhez szükséges minimális szavazatarány. Minél alacsonyabb a küszöb, annál nagyobb arányban járulnak hozzá a képviselők megválasztásához a szavazatok, és annál kisebb az elveszett szavazatok aránya.
Minden választási rendszernek vannak küszöbei, vagy formálisan meghatározottak, vagy a választás paramétereinek matematikai következményeként.
A formális küszöb általában megköveteli, hogy a pártok a szavazatok bizonyos százalékát megszerezzék ahhoz, hogy mandátumot szerezzenek a pártlistákról. Németországban és Új-Zélandon (mindkettő vegyes arányos rendszer) a küszöb a nemzeti szavazatok 5%-a, de a küszöb nem vonatkozik azokra a pártokra, amelyek minimális számú választókerületi mandátumot szereznek (Németországban hármat, Új-Zélandon egyet). Törökország 10%-os, Hollandia 0,67%-os küszöböt határoz meg. Izrael 1%-ról (1992 előtt) 1,5%-ra (2004-ben), 2%-ra (2006-ban), majd 2014-ben 3,25%-ra  emelte a küszöböt.
Az STV választásokon az első preferenciás szavazatok között a kvóta (pl. szavazatok/(mandátumok+1)) megszerzése biztosítja a választást. Azonban azok a jelöltek, akik elég második (és harmadik, stb.) preferenciálist magukénak tudhatnak is reménykedhetnek abban, hogy az akár bejutnak akár az első preferencia szavazatok között a kvótának csak felével is. Így egy hatfős körzetben az elsőbbségi szavazatok 7,14%-a lenne az effektív küszöb (100/(6+1)/2). A második preferenciák vonzásának szükségessége hajlamos a konszenzusra és a hátrányos szélsőségekre.

### A pártok mérete
A pártnagyság az egy körzetben egy pártból megválasztott jelöltek száma. A pártok nagyságrendjének növekedésével valószínűbb, hogy arra ösztönzi a pártokat, hogy nőket és kisebbségi jelölteket is állítsanak a választásra.
Az STV-ben azonban a túl sok jelölt állítása kontraproduktív lehet, megosztva az első preferenciás szavazatokat, és lehetővé teszi a jelöltek kiesését, mielőtt más kieső jelöltek szavazatait megkapnák. A 2007-es skót helyhatósági választások egyik egyházközségében erre találtak példát, ahol a Munkáspárt három jelöltet állítva csak egy mandátumot szerzett, míg esetleg kettőt is nyerhettek volna. Ugyanez a hatás járulhatott hozzá Fianna Fáil összeomlásához a 2011-es ír választásokon .

### Elnöki rendszerekben
Az elnöki rendszerben az elnököt a parlamenttől függetlenül választják meg. Következésképpen lehetséges egy kohabitáció, amikor a parlament és az elnök ellentétes nézeteket vall, és egyensúlyba kívánja hozni egymás befolyását. Az arányos rendszer azonban sok kisebb párt koalícióinak kormányzását részesíti előnyben, amelyek kompromisszumos és tárgyalási témákat igényelnek. Következésképpen ezeknek a koalícióknak nehézségeik adódhatnak az elnöki befolyás elleni egységes front fellépésében, ami egyensúlyhiányhoz vezet e két hatalom között. Arányosan megválasztott képviselőház esetén az elnök felkarolhat bizonyos politikai kérdéseket. 
Ez a kérdés nem fordul elő parlamentáris rendszerben, ahol a miniszterelnököt közvetetten, azaz parlamenten keresztül választják meg. Következésképpen a kohabitáció áll elő. Még ha a politikai nézetek idővel változnak is, és a miniszterelnök elveszíti a parlamenti támogatást, ez bizalmatlansági indítvánnyal helyettesíthető. Valójában mindkét intézkedés lehetetlenné teszi a megosztott kormány létrehozását.

### Egyéb
A arányos rendszerek különböző tulajdonságai befolyásolhatják az arányosságot, mint például a megválasztott testület mérete, a nyílt vagy zárt listák alkalmazása, a szavazólapok kialakítása és a szavazatszámlálási módszerek.

## Az aránytalanság mérése
A pontos arányosságnak egyetlen egyértelmű meghatározása van: a mandátumaránynak pontosan meg kell egyeznie a szavazati arányokkal. Ha ez a feltétel sérül, érdekes lehet aránytalanság mértékét megmérni, ami a tökéletesen arányos eredménytől való eltérést méri. Ennek a nincs egyetlen egyértelmű meghatározása. Néhány gyakori aránytalansági index:
- A Loosemore–Hanby index – úgy számítható ki, hogy az egyes pártok szavazati arányát levonják a mandátumarányból, az abszolút értékeket összeadják (a negatív előjeleket figyelmen kívül hagyva), és elosztják kettővel.[42]
  - Ehhez kapcsolódik a Rae index . Az átlagos eltérést méri, míg a Loosemore–Hanby index a teljes eltérést méri
- A Gallagher-index – az egyes pártok szavazati aránya és mandátumaránya közötti különbség négyzetesítését és az összeg négyzetgyökének megvonását jelenti.
  - Ehhez kapcsolódik a Sainte-Laguë Index – ahol egy párt szavazati aránya és mandátumaránya közötti eltérést a szavazati arányhoz viszonyítva mérik.

A különböző indexek az aránytalanság különböző fogalmait mérik. Néhány aránytalansági fogalmat a szociális jóléti funkciókhoz rendeltek hozzá.
Az aránytalansági indexeket néha a meglévő és javasolt választási rendszerek értékelésére használják. Például a kanadai parlament 2016-os Választási Reform Különbizottsága egy olyan rendszer kialakítását javasolta, amely „5 vagy annál kevesebb Gallagher-pontszámot” ér el. Ez az aránytalanság jóval alacsonyabb fokát jelezte, mint a 2015-ös kanadai választáson megfigyelt elsőbbségi szavazás során, amikor a Gallagher-index 12 volt.
Számos egyéb arányossági mérőszám is létezik, ezeknek egy része szoftveres implementációval is rendelkezik.
A gyakran használt indexek (Loosemore-Hanby, Gallagher, Sainte-Laguë) nem támogatják a rangsorolt szavazást . Egy alternatíva, amely azonban támogatja, a Droop arányossági kritérium (DPC). Ez megköveteli, hogy ha az M jelöltek egy csoportjában több mint k Droop-kvóta létezik a szavazók közül, akik az élen helyezik el őket | M | pozíciókra, akkor M- ből legalább k jelöltet választanak. Abban a speciális esetben, amikor a választók kizárólag pártonként szavaznak, a DPC arányosságra utal.

## PR választási rendszerek

### Pártlista PR
A pártlistás arányos képviselet egy olyan választási rendszer, amelyben először a szavazatok aránya alapján osztják ki a mandátumokat a pártok között, majd a pártok választási listáján szereplő pártokhoz kötődő jelölteknek osztják ki ezeket a mandátumokat. Ezt a rendszert számos országban használják, köztük Finnországban (nyílt lista), Lettországban (nyílt lista), Svédországban (nyílt lista), Izraelben (nemzeti zárt lista), Brazíliában (nyílt lista), Nepálban (zárt lista), ahogy azt 2008-ban fogadták el. első CA-választás, Hollandia (nyílt lista), Oroszország (zárt lista), Dél-Afrika (zárt lista), Kongói Demokratikus Köztársaság (nyílt lista) és Ukrajna (nyílt lista). Az európai parlamenti választásokon a legtöbb tagállam nyílt listát használ; de a legtöbb nagy EU-ország zárt listát használ, így az EP-helyek többségét ezek osztják el. A 20. század második felében helyi listákon választották meg az olasz szenátust. A választási listák néhány gyakori típusa:
- Zárt listás rendszerek, ahol minden párt a párt jelöltválasztási folyamata szerint listázza a jelöltjeit. Ez határozza meg a jelöltek sorrendjét a listán, és így gyakorlatilag a megválasztásuk valószínűségét. Például egy listán az első jelölt kapja meg az első helyet, amelyet a párt nyer. Minden választópolgár egy jelöltlistára ad voksot. A választópolgároknak ezért nincs lehetőségük arra, hogy a szavazás során kifejezzék preferenciájukat, hogy egy párt jelöltjei közül melyiket választják meg hivatalba.[49][50] Egy párt a kapott szavazatok számának arányában kap mandátumot.[51]
- Ley de Lemas – Uruguayban használt köztes rendszer, ahol minden párt több zárt listát mutat be, mindegyik egy-egy frakciót képvisel. A mandátumok a szavazatok számának megfelelően oszlanak meg a pártok között, majd az egyes pártokon belüli frakciók között.
- Nyílt listás rendszerek, ahol a választópolgárok modelltől függően egy főre vagy kettőre szavazhatnak, illetve a listán belül jelezhetik preferencia sorrendjét. Ezek a szavazások időnként átrendezik a névsort a párt listáján, és ezáltal azt, hogy melyik jelöltet választják meg. Ennek ellenére a listáról megválasztott jelöltek számát a lista által kapott szavazatok száma határozza meg.
- Lokalizált listarendszerek, ahol a pártok egytagú választókerületekbe osztják jelöltjeit, amelyek százalékos arányuk függvényében rangsorolnak az egyes általános pártlistákon belül. Ez a módszer lehetővé teszi a választók számára, hogy minden egyes jelöltet úgy ítéljenek meg, mint egy FPTP rendszerben.
- Kétszintű pártlistarendszerek – mint Dániában, Norvégiában és Svédországban. Dániában például az ország tíz többtagú szavazókörre van felosztva, amelyek három régióban vannak elhelyezve, és 135 képviselőt választanak. Ezenkívül 40 kompenzációs helyet választanak. A választópolgároknak egy szavazata van, amelyet a körzeti szavazáson egyéni jelöltre vagy pártlistára lehet leadni. A körzeti győztesek meghatározásához a jelöltek pártjuk körzeti listás szavazataiból és egyéni szavazataikkal arányosan osztják el őket. A kompenzációs mandátumokat az országosan összesített pártszavazatok szerint osztják szét a régiók között, majd a pótlólagos képviselőket meghatározó körzetekben. A 2007-es általános választásokon a körzetek nagysága, beleértve a kompenzációs képviselőket is, 14 és 28 között változott. A rendszer alapterve változatlan maradt 1920-as bevezetése óta.[52][53][54]

### Egyetlen átruházható szavazat
Az egyetlen (vagy egyéni) átruházható szavazat (STV), amelyet néha rangsorolásos választási szavazásnak is neveznek, egy rangsorolt rendszer: a választók preferencia szerint rangsorolják a jelölteket. A választókerületek általában három-hét képviselőt választanak. A számlálás ciklikus, a jelöltek megválasztásával vagy kizárásával, valamint a szavazatok átadásával mindaddig, amíg az összes mandátum be nem töltődik. Azt a jelöltet választják meg, aki eléri a kvótát, vagyis azt a minimális szavazatot, amely garantálja mandátumot. A jelölt többletszavazatait (a kvótán felülieket) a szavazók preferenciája szerint értékük töredékéért adják át más jelölteknek. Ha egyetlen jelölt sem éri el a kvótát, a legkevesebb szavazatot kapott jelölt kiesik, a szavazatok teljes értékben átkerülnek a következő preferenciájába, és a számlálás folytatódik. Számos módszer létezik a szavazatok átadására. Egyes korai, manuális módszerek a többletszavazatokat véletlenszerűen kiválasztott minta alapján vitték át, vagy a többletnek csak egy részét, más újabb módszerek az összes szavazatot értékük töredékéért (a többlet osztva a jelölt eredményével) adták át, de szükség lehet számítógép használatára. Előfordulhat, hogy egyes módszerek nem pontosan ugyanazt az eredményt adják a számlálás megismétlésekor. A már megválasztott vagy kiesett jelölteknek történő áthelyezések kezelésének különböző módjai is vannak, ezekhez is szükség lehet számítógépre.
Valójában a módszer egyforma méretű választói csoportokat hoz létre, amelyek tükrözik a választók sokszínűségét, és mindegyik csoportnak van egy képviselője, akire a csoport szavazott. A választók mintegy 90%-ának van olyan képviselője, akit elsőként preferált. A választók tetszőleges szempontok alapján választhatnak jelölteket, az arányosság implicit. Politikai pártok nem szükségesek; minden más prominens PR választási rendszer azt feltételezi, hogy a pártok a választók kívánságait tükrözik, ami sokak szerint hatalmat ad a pártoknak. Az STV megfelel a szilárd koalíciókra vonatkozó választási rendszer arányossági kritériumának – a jelöltek csoportjának szilárd koalíciója a szavazók azon csoportja, amely az összes jelöltet a többiek fölé helyezi – és ezért az arányos képviselet rendszerének tekintik. Az STV-választásokon alkalmazott kiskörzeti nagyságrendet azonban bírálták, mint az arányosságot, különösen akkor, ha több párt versenyez, mint ahány mandátum van, és az STV-t emiatt néha „kvázi arányos” címkével látták el. :83Bár ez igaz lehet, ha a körzeteket elszigetelten vizsgáljuk, az eredmények overall arányosak. Írországban a különösen kis nagyságrendű eredmények „nagyon arányosak”. 1997- ben az átlagos nagyságrend 4,0 volt, de nyolc párt kapott képviseletet, közülük négy az országos elsőbbségi szavazatok kevesebb mint 3%-ával. Hat független jelölt is megnyerte a választást. STV is leírták, mint a most arányos rendszerben. :83A rendszer hajlamos hátráltatni a szélsőséges jelölteket, mert a preferenciák megszerzéséhez és választási esélyeik javításához a jelölteknek saját támogatói körükön túl kell szavazniuk, és így moderálniuk kell nézeteiket. Ezzel szemben a széles körben elismert jelöltek viszonylag kevés első preferenciával nyerhetnek választást, ha erős alárendelt preferencia támogatást élveznek.

### Vegyes rendszerek
Léteznek olyan vegyes választási rendszerek, amelyek többségi rendszert és arányos képletet  kombinálnak, vagy az arányos komponenst használják a többség/többség összetevő által okozott aránytalanság kompenzálására.
A legjelentősebb vegyes kompenzációs rendszer a vegyes arányos képviseleti rendszer (MMP). Egyesíti az egykörzeti szavazást, általában az első helyen végzett szavazást, a kompenzáló regionális vagy országos pártlistás szavazattal. Tegyük fel például, hogy egy párt 10 egyéni választókerületben mandátumot relatív többségi rendszerben, de összesen 15 mandátumra van szüksége ahhoz, hogy megszerezze a választott testület arányos részét. Egy teljesen arányos vegyes kompenzációs rendszer 5 kompenzációs (PR) mandátummal járna ennek a pártnak, 10-ről 15-re emelve a párt mandátumát. Az MMP képes arányos vagy mérsékelten arányos választási eredményeket produkálni, számos tényezőtől függően, például az FPTP-helyek és a PR-helyek arányától, a többletmandátumok pótlására szolgáló extra kompenzációs helyek meglététől vagy hiányától és a választási küszöböktől. A német Bundestag számára találták ki a második világháború után, és átterjedt Lesotho-ra, Bolíviára és Új-Zélandra . A rendszert a walesi és skót választásokon is használják, ahol kiegészítő tagrendszernek (additional member system) nevezik.
A választóknak általában két szavazata van, egy helyi képviselőjelöltre, egy pedig a pártlistára. A listás szavazás általában meghatározza, hogy az egyes pártok hány mandátumot kapnak a parlamentben. A körzeti győztesek megállapítása után minden pártlistáról annyi jelöltet választanak, hogy a pártok összesített listás szavazatának megfelelően minden pártot „feltöltsenek” az őt megillető összes parlamenti mandátumra. A listás mandátumok felosztása előtt a küszöböt el nem érő pártok összes listás szavazatát el kell vetni. Ha a kieső pártok így veszítenek mandátumot, akkor a küszöböt elérő pártok mandátumszáma javul. Ezenkívül a független jelöltek által közvetlenül megszerzett mandátumokat levonják a listás helyek elosztásához használt parlamenti összesítésből.
Az MMP arányossága sérülhet, ha a listás mandátumok aránya túl alacsony, így előfordulhat, hogy a járási székhelyek aránytalanságát nem lehet teljes mértékben kompenzálni. Egy másik tényező lehet a többletmandátumok kezelése, azok a kerületi mandátumok, amelyeket egy párt a listás szavazáson neki járó szám felett szerez meg. Az arányosság eléréséhez más pártoknak „kiegyensúlyozó mandátumokra” van szükségük, a parlament méretét a túlnyúló mandátumok számának kétszeresével növelve, de ez nem mindig valósul meg. Egészen a közelmúltig Németország megnövelte a parlament méretét a túlnyúló mandátumok számával. Ez a 2013-as országos választásra módosult, miután az alkotmánybíróság elutasította a korábbi törvényt, a túlnyúló mandátumok kompenzációjának elmulasztása negatív szavazatsúly-hatást eredményezett. Lesotho, Skócia és Wales egyáltalán nem növeli a parlament létszámát, és 2012-ben egy új-zélandi parlamenti bizottság is javasolta a túlnyúló helyek kompenzációjának elhagyását, és így a parlament méretének rögzítését. Ugyanakkor eltörölné az együléses küszöböt – az ilyen helyek akkor túlnyúló ülések lennének, és különben tovább növelték volna a parlament méretét – és 5%-ról 4%-ra csökkenti a választási küszöböt. Az arányosság nem csorbulna.
Az MMP-hez hasonlóan a vegyes egyszavazatos rendszerek (MSV) is arányos képletet használnak a mandátumok kiosztására a kompenzációs szinten, de a szavazóknak csak egy szavazata van, amelyet aztán mindkét szinten felhasználhatnak. Az MSV alkalmazhat pozitív szavazatátviteli rendszert, ahol a fel nem használt szavazatokat az alsó szintről a felső, kompenzációs szintre helyezik át, ahol csak ezeket használják fel az arányos képletben. Alternatív megoldásként az MMP (seat linkage) algoritmus használható vegyes egyetlen szavazattal az arányos eredmény "feltöltéséhez". Az MSV esetében az MMP-hez hasonló követelmények vonatkoznak az összességében arányos eredmény garantálására.
Az árokrendszerek, más néven vegyes többségi képviseleti rendszerek (MMM) arányos képleteket használnak az arányos szinten lévő mandátumok elosztására a többi szinttől elkülönítve. Egyes rendszerek, mint például a scorporo, arányos képletet használnak, miután egy párhuzamos listás szavazás eredményeit egyesítik az alacsonyabb szintekről átvitt szavazatokkal (negatív vagy pozitív töredékszavazatokkal).
Egy másik vegyes rendszer a kéttagú arányos reprezentáció (DMP). Ez egy egyszavazatos rendszer, amely minden körzetben két képviselőt választ. Minden körzetben az első helyet az a jelölt kapja, aki több szavazatot nyer, hasonlóan az relatív többségi szavazáshoz. A fennmaradó mandátumokat kompenzációs módon ítélik oda a nagyobb régióra kiterjedő arányosság elérése érdekében. A DMP a németországi Baden-Württemberg tartományban használt MMP "legjobb majdnem-győztes" változatához hasonló formulát alkalmaz. Baden-Württembergben kompenzációs mandátumokat adnak azoknak a jelölteknek, akik kerületi szinten magas szintű támogatásban részesülnek ugyanazon párt más jelöltjeivel összehasonlítva. A DMP abban különbözik, hogy körzetenként legfeljebb egy jelölt szerezhet kompenzációs helyet. Ha ugyanabban a körzetben több jelölt is megkapja a pártjaik kompenzációs mandátumát, a legtöbb szavazattal rendelkező jelöltet választják meg, a többiek pedig kiesnek. A DMP abban hasonlít az STV-hez, hogy minden választott képviselő, beleértve azokat is, akik kompenzációs mandátumot kapnak, a helyi körzetüket szolgálják. A 2013-ban, a kanadai Alberta tartományban feltalált DMP a Prince Edward-szigeten kapott figyelmet, ahol egy 2016-os népszavazáson az FPTP lehetséges helyettesítőjeként jelent meg  de a harmadik körben kiesett. Egyike volt a három arányos szavazási rendszernek a 2018-as brit columbiai népszavazáson.

### Biproporcionális rendszerek
A duplán arányos mandátumelosztás célja az arányosság elérése két dimenzióban, például: régiónkénti arányosság és pártonkénti arányosság. Számos matematikai módszer létezik a biproporcionalitás elérésére.
Az egyik módszert iteratív arányos illesztésnek (IPF) nevezik. Michel Balinski matematikus javasolta választásra 1989-ben, és először Zürich városa használta a 2006. februári tanácsi választásokon, módosított formában, az úgynevezett "új zürichi felosztás" ( Neue Zürcher Zuteilungsverfahren ). Zürichnek módosítania kellett a pártlistás PR-rendszerét, miután a svájci szövetségi bíróság kimondta, hogy a legkisebb egyházközségek a sok éven át tartó népességváltozások következtében alkotmányellenesen hátrányos helyzetbe hozták a kisebb politikai pártokat. A biproporcionális felosztással a nyílt pártlisták használata nem változott, de a nyertes jelöltek meghatározásának módja igen. Az egyes pártoknak járó mandátumarányt a teljes városi szavazatuk alapján számítják ki, majd ezekhez az arányokhoz igazítják a kerületi győzteseket. Ez azt jelenti, hogy egyes jelöltektől, akik egyébként sikeresek lettek volna, megtagadhatják a mandátumot az eredetileg sikertelen jelöltek javára, hogy javítsák pártjaik relatív arányait. Ezt a sajátosságot a zürichi választók elfogadják, mert az így létrejövő városi tanács arányos, és a körzet nagyságától függetlenül minden szavazat egyenlő súlyú. A rendszert azóta más svájci városok és kantonok is átvették.
Balinski egy másik változatot javasolt, a tisztességes többségi szavazást (FMV) az egygyőztes többségi választási rendszerek, különösen az Egyesült Államok Képviselőházánál használt rendszer felváltására. Az FMV úgy vezeti be az arányosságot, hogy nem változtat a szavazás módján, a mandátumok számán vagy a – esetleg gerrymandered – kerület határait. A mandátumokat állami szinten arányosan osztanák el a pártok között. Az Egyesült Királyság parlamentjére vonatkozó javaslatban, amelynek megválasztását több párt is megtámadja, a szerzők megjegyzik, hogy a paramétereket a választók számára elfogadhatónak tartott arányosság tetszőleges mértékére lehet hangolni. A kisebb pártok megválasztása érdekében számos választókerületben részesülnének a választókerületben negyedik vagy akár ötödik helyezett jelöltek. – Valószínűleg nem elfogadható a választók számára, vallják be a szerzők – de ez a hatás jelentősen csökkenthető egy harmadik, regionális felosztási szint beépítésével vagy minimális küszöbértékek meghatározásával.

### Egyéb arányos rendszerek
Általában ezek különböznek a preferenciális rendszerektől, mivel a szavazók rangorolás helyett pontszámot adnak az egyes jelöltekhez. Minden pontszámot úgy alakítanak ki, hogy elosztják az egyes pozíciókra és szavazókra jutó jelöltek pontszámainak összegével (nagyjából hasonló, hogy minden szavazó 100 százalékot kap a jelöltek között minden pozícióra).

#### Újrasúlyozott tartományszavazás
Újrasúlyozott tartomány szavazás (RRV) egy multi-győztes szavazási rendszer hasonló STV, hogy a választók kiállása több jelölt, de abban különböznek, hogy a jelöltek osztályozott helyett rangsorolt . Vagyis a szavazó minden jelöltnek pontszámot ad. Minél magasabb egy jelölt pontszáma, annál nagyobb az esélye, hogy a nyertesek közé kerül.
Az STV-hez hasonlóan a szavazatszámlálás menetben történik. Az RRV első fordulója megegyezik a tartományszavazással . Minden szavazólap azonos súllyal összeadódik, és a legmagasabb összpontszámot elért jelöltet választják meg. Minden további fordulóban csökkentett súllyal adják hozzá a már megválasztott jelölteket támogató szavazólapokat. Így azok a szavazók, akik a korai fordulóban a nyertesek egyikét sem támogatják, egyre valószínűbb, hogy egy későbbi fordulóban egyet preferált jelöltjeik közül is megválasztanak. Kimutatták, hogy az eljárás arányos eredményt hoz, ha a választók hűségesek a jelöltek különböző csoportjaihoz (pl. politikai pártokhoz).
Az RRV-t a 2013-tól 2017-ig tartó Oscar-díj vizuális effektusok kategóriájában használták a jelölésekre.

#### Arányos elfogadó szavazás
Kidolgozhatók olyan rendszerek, amelyek az arányos képviseletet célozzák, de az egyéni jelöltek (nem pártok) jóváhagyásán alapulnak. Ilyen az arányos elfogadó szavazás (PAV) ötlete. Ha sok a betöltendő mandátum, mint például egy törvényhozásban, előfordulhat, hogy a szavazólapok PAV szerinti számlálása nem lehetséges, ezért szekvenciális változatokat javasoltak, például a szekvenciális arányos elfogadó szavazást (SPAV). Ez a módszer hasonlít az újrasúlyozott tartományszavazáshoz, mivel több győztest többfordulós számlálási eljárással választanak meg, amelyben a már megválasztott jelölteket támogató szavazatok csökkentett súlyt kapnak. A SPAV szerint azonban a választó csak az egyes jelöltek jóváhagyását vagy elutasítását választhatja, mint a elfogadó szavazásnál . A SPAV-t rövid ideig Svédországban használták az 1900-as évek elején.

#### Asset voting
Az asset voting rendszerében  a választók a jelöltekre szavaznak, majd a jelöltek tárgyalnak egymással, és átcsoportosítják a szavazatokat egymás között. Ilyen rendszer már Lewis Carroll is javasolt 1884-ben  és a közelmúltban Warren D. Smith és Forest Simmons önállóan fedezték fel és terjesztették ki. Ez a módszer a jelöltekre preferenciáit a szavazóik száma szerint súlyozza.

#### Értékelő arányos reprezentáció (EPR)
Lásd: Értékelő arányos reprezentáció (EPR)

## Történelem
Az arányosságra vonatkozó egyik legkorábbi javaslatot John Adams amerikai alapító atya aThoughts on Government című, 1776-ban, az amerikai forradalom idején írta.
Franciaországban 1793 februárjában Condorcet márki vezette a girondista alkotmány kidolgozását, amely korlátozott szavazási rendszert javasolt arányos szempontokkal. Mielőtt erről szavazhattak volna, a Montagnard-ok átvették a Nemzeti Konventet, és elkészítették saját alkotmányukat. Saint-Just június 24-én javasolta az egyetlen nem-átruházható szavazatot, amely rendszer arányos is lehet, az országos választásokra, de az alkotmányt még aznap elfogadták, meghatározva az első szavazást .
James Wilson már 1787-ben, aki akárcsak Adams, az Egyesült Államok alapító atyjái közé tartozott, szintén fontosnak tartotta a többtagú körzetek használatát: "A rossz választások a körzetek kicsinyességéből fakadnak, és lehetőséget adnak a rossz férfiaknak, hogy hivatalba intrikálják magukat"  és ismét, 1791-ben, a Lectures on Law című művében: „Úgy gondolom, hogy általános, a demokratikus kormányzatokban nem kis jelentőségű maximaként feltételezhető, hogy minél kiterjedtebb a választási körzet, annál nagyobb lesz a választás. bölcs és felvilágosult". Az 1790-es pennsylvaniai alkotmány többtagú körzeteket írt elő az állam szenátusa számára, és megkövetelte, hogy határaik kövessék a megye vonalát .
Az STV-t, (azt a választási módszert, amelyben a szavazóknak egy preferenciálisan átruházható szavazata van) először 1819-ben találta fel egy angol iskolamester, Thomas Wright Hill, aki "választási tervet" készített a Birminghami Irodalmi és Tudományos Fejlesztési Társaság bizottsága számára. amely nemcsak a győztesek, hanem a vesztesek többletszavazatainak átutalását is használta, ezt a finomítást később Andræ és Hare is kihagyta. De az eljárás alkalmatlan volt nyilvános választásra, és nem hozták nyilvánosságra.
Az első gyakorlati PR-választási módszert, a List Plan endszert Thomas Gilpin, egy nyugdíjas papírgyár-tulajdonos dolgozta ki egy újságjában, amelyet 1844-ben olvasott fel a philadelphiai Amerikai Filozófiai Társaságnak : „A választói kisebbségek képviseletéről. a választott gyűlések többségével”. Gyakorlatilag soha nem használták, de még 1914-ben is előterjesztették az amerikai elektori kollégium küldötteinek megválasztására és a helyi választásokra.
Az egyetlen átruházható szavazatot (PR) használó gyakorlati választást Dániában dolgozta ki Carl Andræ matematikus, és ott alkalmazta először 1855-ben, így ez a legrégebbi PR-rendszer, azonban akkor nem terjedt el.
Az STV-t szintén (látszólag függetlenül) az Egyesült Királyságban találta fel 1857-ben Thomas Hare, egy londoni ügyvéd a The Machinery of Representation című pamfletjében, és kibővítette a képviselőválasztásról szóló 1859-es értekezésében . A rendszert John Stuart Mill lelkesen fogadta, biztosítva ezzel a nemzetközi érdeklődést. A könyv 1865-ös kiadása tartalmazta a kiesett jelöltek preferenciáinak átadását, és az STV-módszer lényegében teljes volt. Mill 1867-ben javasolta az alsóháznak, de a brit parlament elutasította. Az elnevezés a „Mr.Hare sémájából” „arányos képviseletre”, majd „arányos képviseletre egyetlen átruházható szavazattal”, végül a 19. század végére „egyetlen átruházható szavazattá” alakult.
Ausztráliában Catherine Helen Spence politikai aktivista az STV rajongója és a téma szerzője lett. Befolyása és Andrew Inglis Clark tasmán politikus erőfeszítései révén Tasmania a rendszer korai úttörőjévé vált, 1896-ban megválasztotta az a világ első STV-n keresztül választott törvényhozóit, mielőtt Ausztráliához csatlakozott volna szövetségi államként.
A pártlistás arányos képviseleti rendszert 1878-ban Victor D'Hondt dolgozta ki és írt le Belgiumban, amely az első ország lett, amely 1900-ban nemzeti parlamentjében elfogadta a listás PR-t. A D'Hondt-féle helykiosztási módszer, a D'Hondt-módszer még mindig széles körben használatos. Néhány svájci kanton (1890-től Ticinóval kezdődően) már Belgium előtt is alkalmazta a rendszert. Az utópisztikus szocialista Victor Keepant hasonló rendszert dolgozott ki egy 1892-es könyvében. Sok európai ország hasonló rendszert alkalmazott az első világháború alatt vagy azt követően. A pártlistás arányos rendszer kedveltté vált a kontinensen, mert a választási listák használata, a scrutin de list már elterjedt volt. Ezzel szemben az angol nyelvterületen általában az STV-t prefereálták, mert inkább volt hagyománya az egyéni jellegű választásoknak.
Az Egyesült Királyságban az 1917-es Speaker 's Conference minden többszéki westminsteri választókerületben javasolta az STV-t, de csak az egyetemi választókerületekre alkalmazták, 1918-tól 1950-ig, amikor is ezeket a választókerületeket eltörölték. Írországban az STV-t 1918-ban használták a Dublini Egyetem választókerületében, és 1921-ben bevezették be a devolvált képviseleti választásokra.
Az STV-t jelenleg a parlament két alsóháza, Írország 1922-es függetlensége óta (Ír Szabad Államként  és Málta 1921 óta, jóval az 1966-os függetlenség előtt használják  Írországban a Fianna Fáil kormányok két kísérletet tettek az STV eltörlésére, és a „First Past the Post ” relatív többség rendszer leváltására. Mindkét kísérletet elutasították a választók az 1959-ben és 1968-ban tartott népszavazáson. . Az STV-t minden más írországi választáson is használják, beleértve az elnöki választást is,
Használják az észak-ír országgyűlésben, valamint az európai és helyi hatóságoknál, a skót helyi hatóságoknál, egyes új-zélandi és ausztrál hatóságoknál, a tasmán (1907 óta) és az ausztrál fővárosi terület gyűlésénél is, ahol a módszer Hare-ként ismert. Clark, és a Massachusetts állambeli Cambridge városi tanácsa (1941 óta).
A PR-t a világ 33 legerősebb, legalább kétmilliós lakosságú demokráciájának többsége használja; csak hat használ többségi rendszert (kétfordulós vagy azonnali többfordulós választás ) a törvényhozó gyűlésre, négyen párhuzamos rendszert, 23 pedig PR-t. A PR uralja Európát, beleértve Németországot, valamint Észak- és Kelet-Európa nagy részét; európai parlamenti választásokon is használják. Franciaország a második világháború végén átvette a PR-t, de 1958-ban elvetette; 1986-ban parlamenti választásokon használták. Svájcban alkalmazzák a legelterjedtebben az arányos képviseletet, amely nem csak a nemzeti törvényhozók és helyi tanácsok, hanem az összes helyi végrehajtó testület megválasztásának rendszere. A PR kevésbé elterjedt az angol nyelvterületen; Málta és Írország az STV-t használja a törvényhozók megválasztására. Ausztrália a szenátusi választásokhoz használja. Új-Zéland 1993-ban fogadta el az MMP-t. Az Egyesült Királyság, Kanada és India azonban pluralitási (First Past the Post) rendszert használ a törvényhozási választásokhoz. Kanadában az STV-t használták a tartományi törvényhozók megválasztására Albertában 1926 és 1955 között, valamint Manitobában 1920 és 1953 között. Mindkét tartományban az alternatív szavazást (AV) alkalmazták a vidéki területeken. Albertában a domináns párt politikai előnyök miatt fogadta újra az első múltat, Manitobában pedig Winnipeg alulreprezentáltsága volt a tartományi törvényhozásban.

## Ösztönzők a választási rendszer kiválasztásához
A választási rendszer megváltoztatásához a hivatalban levú törvényhozók többségének egyetértése szükséges, akiket a hivatalban lévő választási rendszer alapján választottak meg. Ezért érdekes kérdés, hogy a jelenlegi jogalkotókat milyen módon lehet ösztönözni, hogy támogassanak egy új választási rendszert, különösen egy arányos rendszert.
Sok politológus azzal érvel, hogy a PR-t a jobboldali pártok a választójog bővülése, a demokratizálódás és a munkáspártok térnyerése közepette túlélési stratégiaként fogadták el. Stein Rokkan egy 1970-es tanulmány szerint a jobboldali pártok úgy döntöttek, hogy a PR-t alkalmazzák, hogy túléljenek egymással versengő pártként olyan helyzetekben, amikor a jobboldali pártok nem voltak elég egységesek ahhoz, hogy többségi rendszerben létezzenek. Ezt az érvelést Carles Boix formalizálta és támogatta egy 1999-es tanulmányában. Amel Ahmed megjegyzi, hogy a PR elfogadása előtt sok választási rendszer többségi szabályon alapult, és ezek a rendszerek a jobboldali pártok felszámolását kockáztatták azokon a területeken, ahol a munkásosztály nagy létszámú volt. Ezért azt állítja, hogy a jobboldali pártok a PR-t fogadták el, hogy biztosítsák, hogy a választójog bővülése közepette erős politikai erőként fennmaradjanak.
Ezzel szemben más tudósok azzal érvelnek, hogy a PR elfogadását a baloldali pártok azon követelése is okozhatta hogy biztosítsák a lábukat a politikában, valamint egy konszenzusos rendszer ösztönzése, amely segíti a baloldalt preferált gazdaságpolitikájának megvalósításában.

## Az arányos képviseletet alkalmazó országok listája

Országok a PR rendszer típusa szerint

Az alábbi táblázat azokat az országokat sorolja fel, amelyek PR-választási rendszert alkalmaznak egy országos választott testület betöltésére. A törvényhozás első kamarájára vonatkozó választási rendszerekről az ACE Választási Tudáshálózata szolgáltat részletes információkat. Nem tartoznak bele azok az országok, amelyek a PR-t párhuzamos szavazási rendszer részeként használják (vegyes többségi rendszer). (Lásd még a választási rendszerek országonkénti teljes listáját)
| Country                | Type |
| ---------------------- | --- |
| Albania                | Pártlistás arányos rendszer, 4% nemzeti küszöb és 2.5% egy körzetben |
| Algeria                | Pártlistás arányos rendszer |
| Angola                 | Pártlistás arányos rendszer |
| Argentina              | Pártlistás arányos rendszer a képviselőházban |
| Armenia                | Two-tier party list Nationwide closed lists and open lists in each of 13 election districts. If needed to ensure a stable majority with at least 54% of the seats, the two best-placed parties participate in a run-off vote to receive a majority bonus. Threshold of 5% for parties and 7% for election blocs. |
| Aruba                  | Pártlistás arányos rendszer |
| Australia              | Csak Szenátusban only, single transferable vote |
| Austria                | Pártlistás arányos rendszer, 4% küszöb |
| Belgium                | Pártlistás arányos rendszer, 5% küszöb |
| Bénin                  | Pártlistás arányos rendszer |
| Bolivia                | Vegyes arányos rendszer, 3% küszöb |
| Bosnia and Herzegovina | Pártlistás arányos rendszer |
| Brazil                 | Pártlistás arányos rendszer |
| Bulgaria               | Pártlistás arányos rendszer, 4% küszöb |
| Burkina Faso           | Pártlistás arányos rendszer |
| Burundi                | Pártlistás arányos rendszer, 2% küszöb |
| Cambodia               | Pártlistás arányos rendszer |
| Cape Verde             | Pártlistás arányos rendszer |
| Chile                  | Pártlistás arányos rendszer |
| Colombia               | Pártlistás arányos rendszer |
| Costa Rica             | Pártlistás arányos rendszer |
| Croatia                | Pártlistás arányos rendszer, 5% küszöb |
| Cyprus                 | Pártlistás arányos rendszer |
| Czech Republic         | Pártlistás arányos rendszer, 5% küszöb |
| Denmark                | Kétszintű pártlistás arányos rendszer, 2% küszöb |
| Dominican Republic     | Pártlistás arányos rendszer |
| East Timor             | Pártlistás arányos rendszer |
| El Salvador            | Pártlistás arányos rendszer |
| Equatorial Guinea      | Pártlistás arányos rendszer |
| Estonia                | Pártlistás arányos rendszer, 5% küszöb |
| European Union         | Az Európai Parlament választásaira a tagállamok az STV és a pártlistás arányos rendszer között választhatnak |
| Faroe Islands          | Pártlistás arányos rendszer |
| Fiji                   | Pártlistás arányos rendszer, 5% küszöb |
| Finland                | Pártlistás arányos rendszer |
| Germany                | Vegyes arányos rendszer, 5% küszöb (vagy 3 egyéni győztes) |
| Greece                 | Kétszintű pártlistás arányos rendszer |
| Greenland              | Pártlistás arányos rendszer |
| Guatemala              | Pártlistás arányos rendszer |
| Guinea-Bissau          | Pártlistás arányos rendszer |
| Guyana                 | Pártlistás arányos rendszer |
| Honduras               | Pártlistás arányos rendszer |
| Iceland                | Pártlistás arányos rendszer |
| Indonesia              | Pártlistás arányos rendszer, 4% küszöb |
| Ireland                | STV |
| Israel                 | Pártlistás arányos rendszer, 3.25% küszöb |
| Kazakhstan             | Pártlistás arányos rendszer, 7% küszöb |
| Kosovo                 | Pártlistás arányos rendszer |
| Kyrgyzstan             | Pártlistás arányos rendszer, 5% küszöb |
| Latvia                 | Pártlistás arányos rendszer, 5% küszöb |
| Lebanon                | Pártlistás arányos rendszer |
| Lesotho                | Mixed-member proportional representation variant using a mixed single vote |
| Liechtenstein          | Pártlistás arányos rendszer, 8% küszöb |
| Luxembourg             | Pártlistás arányos rendszer |
| Macedonia              | Pártlistás arányos rendszer |
| Malta                  | Single transferable vote |
| Moldova                | Pártlistás arányos rendszer, 6% küszöb |
| Montenegro             | Pártlistás arányos rendszer, 3% küszöb |
| Mozambique             | Pártlistás arányos rendszer |
| Namibia                | Pártlistás arányos rendszer |
| Netherlands            | Pártlistás arányos rendszer |
| New Zealand            | Vegyes arányos rendszer, 5% (vagy 1 egyéni győztes) küszöb |
| Northern Ireland       | STV |
| Norway                 | Kétszintű pártlistás arányos rendszer, 4% nemzeti küszöb |
| Paraguay               | Pártlistás arányos rendszer |
| Peru                   | Pártlistás arányos rendszer, 5% küszöb |
| Poland                 | Pártlistás arányos rendszer, 5% küszöb, 8% vagy több közös listáknak, 0% nemzetiségeknek |
| Portugália             | Pártlistás arányos rendszer, küszöb nincs (és alkotmányellenes) |
| Romania                | Pártlistás arányos rendszer |
| Rwanda                 | Pártlistás arányos rendszer |
| San Marino             | Pártlistás arányos rendszer, többségi bónusz második fordulóban, ha nem sikerül kormányt alakítani. 3.5% küszöb |
| São Tomé and Príncipe  | Pártlistás arányos rendszer |
| Serbia                 | Pártlistás arányos rendszer, 5% küszöb |
| Sint Maarten           | Pártlistás arányos rendszer |
| Slovakia               | Pártlistás arányos rendszer, 5% küszöb |
| Slovenia               | Pártlistás arányos rendszer, 4% küszöb |
| South Africa           | Pártlistás arányos rendszer |
| Spain                  | Pártlistás arányos rendszer, 3% küszöb kis körzetekben |
| Sri Lanka              | Pártlistás arányos rendszer |
| Suriname               | Pártlistás arányos rendszer |
| Sweden                 | Kétszintű pártlistás arányos rendszer, 4% nemzeti küszöb, 12% körzetekben |
| Switzerland            | Pártlistás arányos rendszer |
| Thailand               | Vegyes arányos rendszer egyszavazatos vegyes variánsa |
| Togo                   | Pártlistás arányos rendszer |
| Tunisia                | Pártlistás arányos rendszer |
| Turkey                 | Pártlistás arányos rendszer, 10% küszöb |
| Ukraine                | |
| Uruguay                | Pártlistás arányos rendszer |

## Lásd még
- Társfogalmak: félarányos képviselet, többségi képviselet, közvetlen demokrácia
- Arányos választási rendszerek (kategória)
- Interaktív ábrázolás
- Egy ember, egy szavazat, többségi demokrácia, koalíciók, abszolút többségi szabály
- Indokolt képviselet, az arányosság elvének általánosítása a többnyertes jóváhagyó szavazásra.
- Választások

## Fordítás
Ez a szócikk részben vagy egészben  a   Proportional representation című angol Wikipédia-szócikk ezen változatának fordításán alapul.  Az eredeti cikk szerkesztőit annak laptörténete sorolja fel. Ez a jelzés csupán a megfogalmazás eredetét és a szerzői jogokat jelzi, nem szolgál a cikkben szereplő információk forrásmegjelöléseként.